# Халлуми

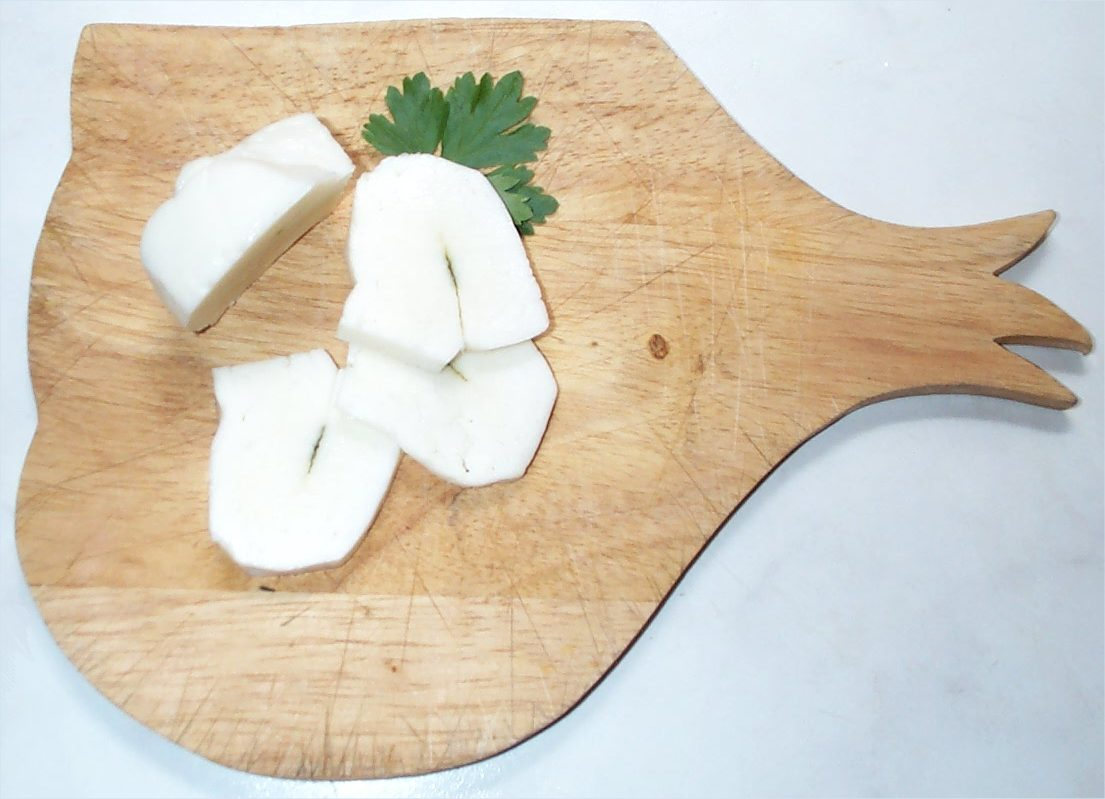
Свежий халлуми

Халу́ми, халлу́ми (греч. χαλούμι [xaˈlumi], тур. hellim, ивр. חָלוּמִי‎, араб. الحلّوم‎ [ħalˈluːm] от копт. ϩⲁⲗⲱⲙ) — левантийский сыр, известный в Европе по кипрской кухне. Он изготавливается из смеси козьего молока и молока овец, хотя иногда содержит и коровье молоко. Халлуми имеет высокую температуру плавления, и поэтому его можно обжарить во фритюре или на гриле.

## Основные сведения
Сыр белого цвета, отличается слоистой текстурой, как у моцареллы, имеет слабосолёный вкус. Хранится в рассоле и может сохраняться до одного года, если заморожен ниже −18 °C (0 °F) и разморожен до +4 °C (39 °F) для продажи в супермаркетах. Очень часто к сыру добавляют мяту. Мята усиливает вкус, а кроме того имеет естественное антибактериальное действие, что увеличивает срок хранения сыра. Сыры халлуми промышленного изготовления содержат больше коровьего молока, чем козьего и овечьего. Это снижает затраты на производство, но изменяет вкус и поведение при обжаривании.
Особенность приготовления халлуми состоит в том, что он может быть обжарен до красивого золотисто-коричневого цвета благодаря своей более высокой, чем у других сыров, температуре плавления. Это делает его пригодным для жарки или гриля (как, например, в саганаки). В таком виде он используется в качестве наполнителя в салаты или подаётся с жареными овощами. Киприоты в жаркое время года едят халлуми с арбузом. Другой вариант — халлуми и lountza — сочетание либо с ломтиком копчёной свинины или баранины, либо с мягкой бараньей колбаской.
Свойство сопротивляться плавлению возникает благодаря особенности изготовления. Халлуми изготавливается из творога, который подвергается нагреву перед помещением в рассол в форме. Традиционный халлуми имеет полукруглую форму, размером примерно с большой кошелёк, весом 220—270 г. Содержание жира составляет примерно 25 % от веса или 47 % от сухого веса; около 17 % белка. Из-за жёсткой текстуры сыр поскрипывает на зубах.
Хотя халлуми имеет спорное происхождение и производится также в других странах восточного Средиземноморья, его название зарегистрировано в США и Европейском союзе в качестве торговой марки именно Кипром.

## Пищевая ценность
Типичное содержание в 100 г продукта:
| Жиры                    | 26 г     |
| Углеводы                | 1,8 г    |
| Белки                   | 22 г     |
| Энергетическая ценность | 322 ккал |